# Васищево (остановочный пункт)
Васищево (укр. Васищеве) — остановочный пункт Южной железной дороги, находящийся в 2 км от поселка городского типа Васищево. Поезда дальнего следования по остановочном пункте Васищево не останавливаются.
Возник в 1910 году под названием «Васищево».

## Путевое развитие
2 главных пути перегона Харьков-Основа — Змиев

## Сооружения
Здание кассы